# Пісочне (Правдинський район)
Пісо́чне (рос. Песочное), до 1947 року — Альтхоф (нім. Althof) — селище в Правдинському районі Калінінградської області Російської Федерації. Входить до складу Правдинського міського поселення.